# Sunset Overdrive
Sunset Overdrive is een third-person shooter ontwikkeld door Insomniac Games en uitgegeven door Microsoft Studios. Het spel kwam in Europa uit op 31 oktober 2014, exclusief voor de Xbox One. In 2018 kwam er tevens een pc-versie van het spel uit.

## Synopsis
Drankproducent FizzCo komt in 2027 met een gloednieuwe energiedrank die iedereen die de drank consumeert verandert in een mutant. De speler speelt als een van de FizzCo-werknemers en probeert samen met andere overlevers te ontsnappen. Behalve de mutanten zijn er gewapende groepen overlevenden genaamd Scabs die de speler regelmatig aanvallen.

## Speelstijl
De speler kan 'grinden' op gebouwen en objecten zoals telefoonlijnen en vangrails. Op deze manier kunnen ze snel door de wereld reizen zonder door de mutanten aangevallen te worden. Verzamelde blikjes energiedrank, geld, stinkende gymschoenen of toiletpapier kunnen ingewisseld worden voor betere wapens of speciale vaardigheden genaamd Amps. Sunset City is een open wereld waar de speler vrij kan rondlopen of grinden op zoek naar missies of speciale items. Sunset Overdrive bevat veel grappen die de vierde wand breken en grappen over gamecultuur en nerds in het algemeen.

## Ontvangst
| Recensiescore       | Recensiescore |
| Recensieverzamelaar | Score         |
| ------------------- | ------------- |
| GameRankings        | 84.85%        |
| Metacritic          | 82/100        |
| Publicist           | Score         |
| Gamer.nl            | 8/10          |
| InsideGamer         | 8+/10         |
| Power Unlimited     | 96/100        |
| Tweakers            | 4/5           |
| XGN                 | 7,5/10        |

Sunset Overdrive is door recensenten positief ontvangen. Zo heeft het spel een gemiddelde score van een 8,3 en een 8,1 op respectievelijk de recensieverzamelaars GameRankings en Metacritic.